# Anthony Johnson
Anthony Kewoa Johnson (ur. 6 marca 1984 w Dublinie, zm. 13 listopada 2022) – amerykański zawodnik mieszanych sztuk walki (MMA) oraz zapaśnik. Wieloletni zawodnik Ultimate Fighting Championship.

## Kariera MMA
W MMA zadebiutował 16 sierpnia 2006. We wrześniu tego samego roku wygrał turniej Rocky Mountain Nationals. W 2007 związał się z Ultimate Fighting Championship. W debiucie dla niej (12 czerwca 2007) znokautował Chada Reinera w 13 sekundzie pojedynku. W kolejnych latach wygrywał m.in. z Yoshiyukim Yoshidą. 21 listopada 201 na UFC 106 przegrał z ówcześnie czołowym zawodnikiem wagi półśredniej Joshem Koscheckiem przez poddanie (duszenie zza pleców). W latach 2011–2012 pokonywał Dana Hardy'ego oraz przegrywał w słabym stylu z byłym mistrzem UFC Vitorem Belfortem. W czasie swojego kontraktu z UFC trzykrotnie miał problem by zmieścić się w ustalonym limicie wagi półśredniej (77 kg) na oficjalnych ważeniach zawodników. Po przegranej z Belfortem (w catchweight'cie 176 funtów) został zwolniony z organizacji z powodu niezrobienia kolejny raz wymaganej wagi.
Po zwolnieniu stoczył dwa wygrane pojedynki w Titan Fighting Championships pokonując na punkty Davida Brancha oraz przez TKO Estevesa Jonesa. Pod koniec roku związał się z nowo powstałą World Series of Fighting. W przeciągu niecałego roku wygrał trzy starcia m.in. z byłym mistrzem UFC wagi ciężkiej Andrejem Arłouskim po czym w 2014 ponownie otrzymał angaż w UFC.
W pierwszym pojedynku od powrotu do organizacji, 26 kwietnia 2014 na UFC 172 wypunktował na dystansie trzech rund zapaśnika Phila Davisa. Następnie znokautował kolejno Antônio Rogério Nogueirę oraz Alexandra Gustafssona (w oficjalnym eliminatorze do walki o pas) po czym 23 maja 2015 stoczył pojedynek o zwakowane mistrzostwo UFC wagi półciężkiej z Danielem Cormierem który przegrał przez poddanie. 5 września 2015 miał się zmierzyć z Polakiem Janem Błachowiczem, lecz ostatecznie do walki nie doszło – Polak został zastąpiony przez Jimiego Manuwę.
Od przegranej z Cormierem zanotował dwie wygrane przez nokaut nad Jimim Manuwą oraz Ryanem Baderem. 21 sierpnia 2016 na gali UFC 202 znokautował w pierwszej rundzie Glovera Teixerie.
8 kwietnia 2017 zmierzył się w rewanżu z Cormierem o pas mistrzowski wagi półciężkiej, ponownie przegrywając przez poddanie. Johnson po walce zapowiedział zakończenie kariery zawodniczej.

## Osiągnięcia

### Mieszane sztuki walki
- 2006: Rocky Mountain Nationals – 1. miejsce w turnieju wagi półśredniej

### Zapasy
- 2004: National Junior College Athletic Association  – 1. miejsce w kat. 174 lb